# 7817 Zibiturtle
7817 Zibiturtle eller 1988 RH10 är en asteroid i huvudbältet som upptäcktes den 14 september 1988 av den amerikanska astronomen Schelte J. Bus vid Cerro Tololo. Den är uppkallad efter Elizabeth Turtle.
Asteroiden har en diameter på ungefär 12 kilometer och den tillhör asteroidgruppen Astrid.